# Pseudatteria volcanica
Pseudatteria volcanica es una especie de polilla del género Pseudatteria, familia Tortricidae. Fue descrita científicamente por Butler en 1872.

## Distribución geográfica
Se encuentra en México, Panamá, Costa Rica, Colombia y Perú.